# We Happy Few (jogo eletrônico)
We Happy Few é um jogo de sobrevivência indie desenvolvido e publicado pela Compulsion Games. Lançado no dia 10 de agosto de 2018, está disponível para PlayStation 4, Microsoft Windows, OS X, Linux e Xbox One. O jogo se passa na década de 1960 na cidade fictícia de Wellington Wells, Inglaterra. Os moradores da cidade procuram se esquecer de um horror indescritível que eles cometeram e para isso, começam a tomar uma droga alucinógena chamada de "Joy", que os torna felizes, mas também deixa-os facilmente controlados e sem moralidade e compreensão das consequências de suas ações. Os jogadores irão controlar um dos três personagens na versão completa, que ganha o apelido de "Downer" (lit. "Depressivo") e deve tentar sobreviver o máximo de tempo que conseguir.
Jogado a partir de uma perspectiva de primeira pessoa, o jogo combina RPG, sobrevivência e elementos roguelike. Os desenvolvedores tem foco na criação de uma história com narrativas fortes, jogabilidade sublinhadas, sensação de paranoia e e decisões de peso moral que afetarão partes posteriores do jogo. A Compulsion Games foi fortemente influenciada por mídias que descrevem uma sociedade atópica, como Brazil, Mil Novecentos e Oitenta e Quatro e Admirável Mundo Novo. Os planos para a criação do jogo foram anunciados através de uma campanha de financiamento Kickstarter em junho de 2015, e mais tarde foi anunciado para ser suportado pela Microsoft como parte de seu console Xbox One. O jogo está em acesso antecipado desde 26 de julho de 2016.

## História

### Época
O jogo se passa em outubro de 1964 em uma linha do tempo alternativa que se desvia da História em torno de 1933. Em uma versão alternativa da Segunda Guerra Mundial, Adolf Hitler e os nazistas perderam o controle da Alemanha, que até então era conhecida como Império Alemão, e continuaram travando uma guerra por toda a Europa, mais tarde o Império consegue invadir e ocupar a Grã-Bretanha com êxito. Enquanto o país se rendeu e suportou a sua ocupação, o que consequentemente o arruinou, os habitantes da cidade fictícia de Wellington Wells foram forçados a fazerem coisas terríveis durante a ocupação, e isso os habitantes com uma imensa angústia e culpa sobre o que fizeram. Buscando esquecer os terríveis acontecimentos, os habitantes inventaram uma nova droga chamada "Joy", ela tinha propriedades alucinógenas capazes de fazer os usuários exporem imensa alegria e felicidade, mas também os deixavam mais propensos a manipulação, ao mesmo tempo, ela suprimia todas as memórias infelizes do usuário juntamente com a sua capacidade de reconhecer as consequências de moral a longo prazo. O uso da droga levou à transformação da cidade em uma sociedade distópica, com a maioria dos seus habitantes (comumente chamados de "Wellies") vestindo uma máscara branca exibindo um "Rosto Feliz" como um sinal de jovialidade contínua. Aqueles que eram imunes aos efeitos da "Joy" foram forçados a sair da cidade.
A transformação na sociedade da cidade levou a esforços para garantir que todos os seus habitantes tomassem a "Joy" regularmente, aqueles que pararam de tomá-la foram apelidados de "Downers" (Chamados de Deprês na versão traduzida.).

### Personagens
Na fase pré-alpha do jogo, Arthur Hastings é o único personagem jogável, porém mais dois personagens estão previstos para o lançamento completo do jogo, e com todos tendo suas respectivas histórias intercaladas umas com as outras.
- Arthur Hastings: Um funcionário de um jornal, ele é encarregado de redigir artigos infelizes de jornais velhos, censurando-os. Durante seu trabalho no último lote de artigos em 9 de outubro, Arthur se depara com uma história de guerra, em relação a sim mesmo e a seu irmão mais novo Percival, que traz de volta memórias dolorosas. Ao invés de tomar sua pílula de Joy, Arthur a descarta em uma lixeira, e logo começa a reconhecer que as coisas no seu local de trabalho não estão corretas, partindo de um colega seu ter saído do trabalho por um longo tempo em "férias de verão", à brutalidade dos médicos de Joy e culminando na descoberta de que uma pinãta que ele bate, que está sendo usada para a festa de aniversário de uma colega, é, na realidade, um rato cujas vísceras cobrem a mesa depois de ser espancado e em seguida é consumido por seus colegas. Após notar que sua reação nauseante foi notada por sua chefe, Arthur sai em fuga até que os Bobbies chegam para impedi-lo, e escapa para os resíduos.
- Tio Jack (interpretado por Julian Casey[3]): Uma figura misteriosa que aplaca os moradores da cidade com um programa de televisão preto-e-branco e filmado em um local secreto que é transmitido na cidade. Durante seus programas ele, por muitas vezes, suprime várias coisas ruins, como por exemplo, a Malária não ser tão ruim quanto parece, e é transmitido não apenas para as televisões das pessoas, mas também em painéis (denominados como câmeras de CCTV) em muitas ruas da cidade. O personagem é interpretado por meio de cenas em live-action.